# Projetor (óptica)
O projetor óptico é um agrupamento de lentes de diversas naturezas que trabalham em conjunto para gerar a imagem ou foco, que pode ser controlado por chips presentes em todas as máquinas fotograficas modernas. O canhão óptico gera a imagem final, que, por sua qualidade, depende da resolução que faz a varredura da imagem que está em foco.